# 賓得士645Z
賓得士645Z（Pentax 645Z）是由理光於2014年4月15日發表的專業中片幅數位單眼相機。該相機與另外兩款中片幅相機Phase IQ250、Hasselblad H5Dc使用相同的感光元件，但645Z的價格卻不到另外兩款相機的三分之一。 
與645Z的前一代相機645D相較之下，645Z在高ISO下的影像雜訊降低許多，並且可進行30 fps的FullHD錄影，以及機身後方傾斜的後LCD螢幕。
此外，賓得士645Z與可遙控拍攝與下載影像的宾得 FluCard相容。

## 獲得獎項
賓得士645Z獲得影像技術媒體協會（TIPA）2015年最佳中片幅相機獎。

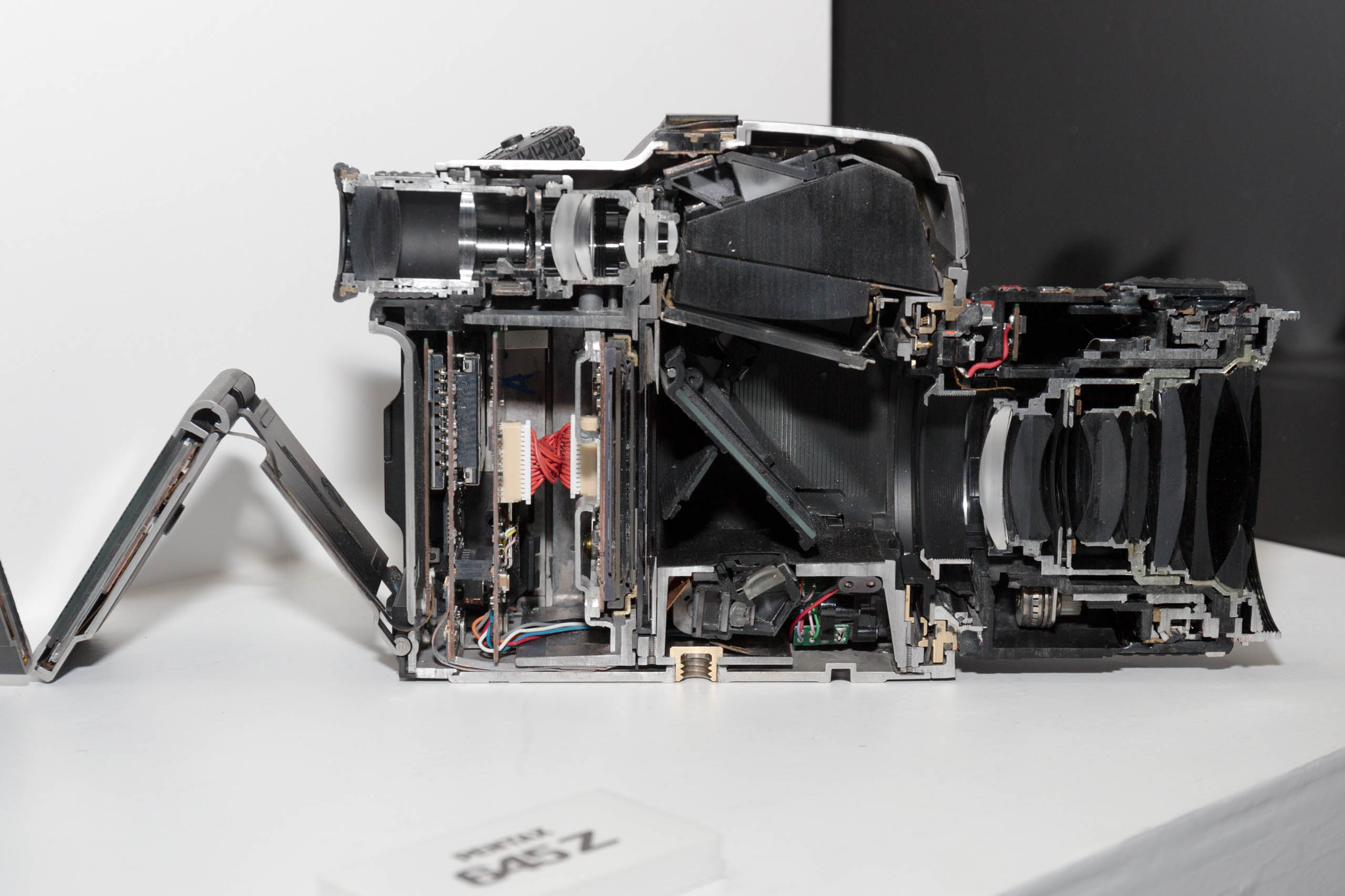
賓得士645Z構造截面。

## 外部連結
- Pentax 645Z: Digital Photography Review （页面存档备份，存于）, published April 15, 2014
- Review by Chris Giles （页面存档备份，存于）, published May 7, 2014, and updated January 26, 2015